# 1,8-octanodiol
El 1,8-octanodiol, llamado también octametilenglicol, es un diol de fórmula molecular C8H18O2. Los dos grupos funcionales hidroxilo (-OH) están en los extremos de una cadena lineal de ocho átomos de carbono.

## Propiedades físicas y químicas
El 1,8-octanodiol es un sólido inodoro, en polvo o cristalino, de color blanquecino o amarillo pálido. Tiene su punto de fusión a 60 °C y su punto de ebullición a 279 °C (a una presión inferior de 20 mmHg es 172 °C).
Posee una densidad algo mayor que la del agua, 1,053 g/cm³.
El valor estimado del logaritmo de su coeficiente de reparto, logP ≃ 1,4, implica una solubilidad considerablemente mayor en disolventes apolares que en agua. Es soluble en metanol.

## Síntesis y usos
El 1,8-octanodiol se puede sintetizar por hidratación reductora de 1,7-octadiino aplicando un catalizador dual de rutenio.
Asimismo, la escisión oxidativa de cis-cicloocteno con permanganato de potasio, en presencia de una resina de intercambio catiónico polimérica, permite obtener con buen rendimiento este diol.
Otra vía de síntesis proviene de la reacción entre azonano, metanol y ácido glicólico en atmósfera de nitrógeno  a 270-300 °C y a altas presiones.
La escisión del 17,17,18,18-tetrametil-2,5,7,16-tetraoxa-17-silanonadecano —un β-metoxietoximetil (MEM) éter— permite obtener 1,8-dioctanodiol con un rendimiento del 92%. El procedimiento se lleva a cabo con cloruro de cerio (III) (CeCl3·7H2O) en acetonitrilo a reflujo.
A su vez, el 1,8-octanodiol sirve como precursor para elaborar 1,8-octanodiamina. Reacciona con amoníaco en fase líquida o supercrítica a una temperatura de 140-170 °C y una presión de 22-40 bar. Como catalizador se emplea un complejo homogéneo que contiene rutenio.
Igualmente, la lactonización aeróbica de este diol permite sintetizar oxonan-2-ona, para lo cual se utiliza un sistema de oxidación biomimética basado en catalizadores redox acoplados —un catalizador de rutenio con mediadores de transferencia de electrones.
De igual modo, mediante el uso de mezclas eutécticas de 1,8-octanodiol y lidocaína, se han sintetizado elastómeros de poli(octanodiol-co-citrato) a temperaturas inferiores a 100 °C que contienen una elevada carga de lidocaína. De esta forma, la preservación de la integridad de la lidocaína permite crear elastómeros liberadores de fármacos de alta capacidad.
El 1,8-octanodiol se usa como monómero en la producción de polímeros como poliésteres y poliuretanos.
Tiene propiedades bactericidas, empleándose en materiales de recubrimiento, lodos, molinos de papel y sistemas de circulación de agua para la conservación efectiva contra bacterias y hongos. También tiene aplicación como plastificante en la industria cosmética.
En la naturaleza, el 1,8-octanodiol ha sido identificado en Malus micromalus makino, planta de la familia de las rosáceas.

## Precauciones
El 1,8-octanodiol ocasiona irritación en la piel y ojos, y puede también ocasionarla en vías respiratorias. Es un compuesto combustible, teniendo su punto de inflamabilidad a 128 °C y su temperatura de autoignición a 270 °C.